# Amtsgericht Mittweida
Das Amtsgericht Mittweida war ein Gericht der ordentlichen Gerichtsbarkeit und ein Amtsgericht in Sachsen mit Sitz in Mittweida.

## Geschichte
In Mittweida bestand bis 1879 das Gerichtsamt Mittweida als Eingangsgericht. Im Rahmen der Reichsjustizgesetze wurden 1879 im Königreich Sachsen die Gerichtsämter aufgehoben und Amtsgerichte, darunter das Amtsgericht Mittweida, geschaffen. Der Gerichtssprengel umfasste folgende Ortschaften:
| - Mittweida - Altmittweida mit Unteraltmittweida - Biensdorf - Crossen (Nieder- und Ober-) - Dreiwerden - Erlau - Erlebach - Falkenhain - Frankenau - Grumbach bei Mittweida - Hermsdorf - Kockisch mit Weißthal - Königshain - Lauenhain - Neudörfchen bei Mittweida mit Hain - Neusorge | - Niederrossau mit Bierhäusern - Niederthalheim - Oberrossau - Oberthalheim - Ottendorf - Ringethal - Rößgen - Schönborn mit Neuschönborn - Seifersbach - Tanneberg - Topfseifersdorf - Weinsdorf mit Liebenhain - Wiederau - Winkeln - Wolfsberg (Vorwerk) - Zschöppichen - Zschoppelshain und das Rossauer (anteilig) und Sachsenburger (anteilig) Forstrevier |

Das Amtsgericht Mittweida war eines von 16 Amtsgerichten im Bezirk des Landgerichtes Chemnitz. Der Amtsgerichtsbezirk umfasste danach 24.209 Einwohner. Das Gericht hatte damals zwei Richterstellen und war ein kleines Amtsgericht im Landgerichtsbezirk.
In der DDR wurden das Amtsgericht Mittweida mit der Verwaltungsreform von 1952 aufgehoben und das Kreisgericht Hainichen an seiner Stelle neu geschaffen. Gerichtssprengel war nun der Kreis Hainichen.

## Gerichtsgebäude

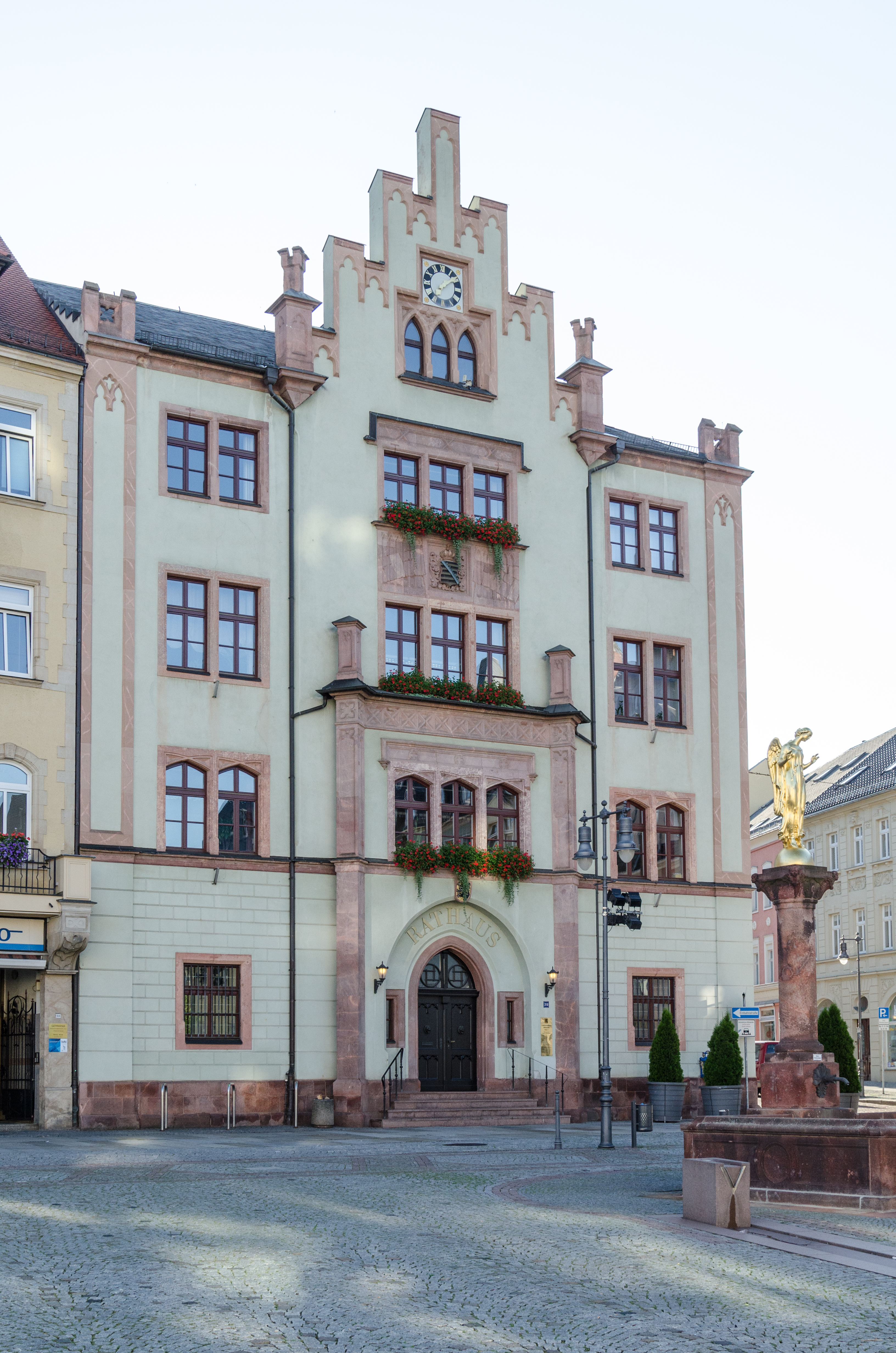
Ehem. Gerichtsgebäude (2015)

Das Amtsgericht Mittweida nutzte das 1851 erbaute Gebäude des königlichen Landgerichtes bzw. Gerichtsamtes. Das Gebäude ist heute das städtische Rathaus. Es steht als Kulturdenkmal unter Denkmalschutz.